# پیامدهای زیست‌محیطی پرورش خز

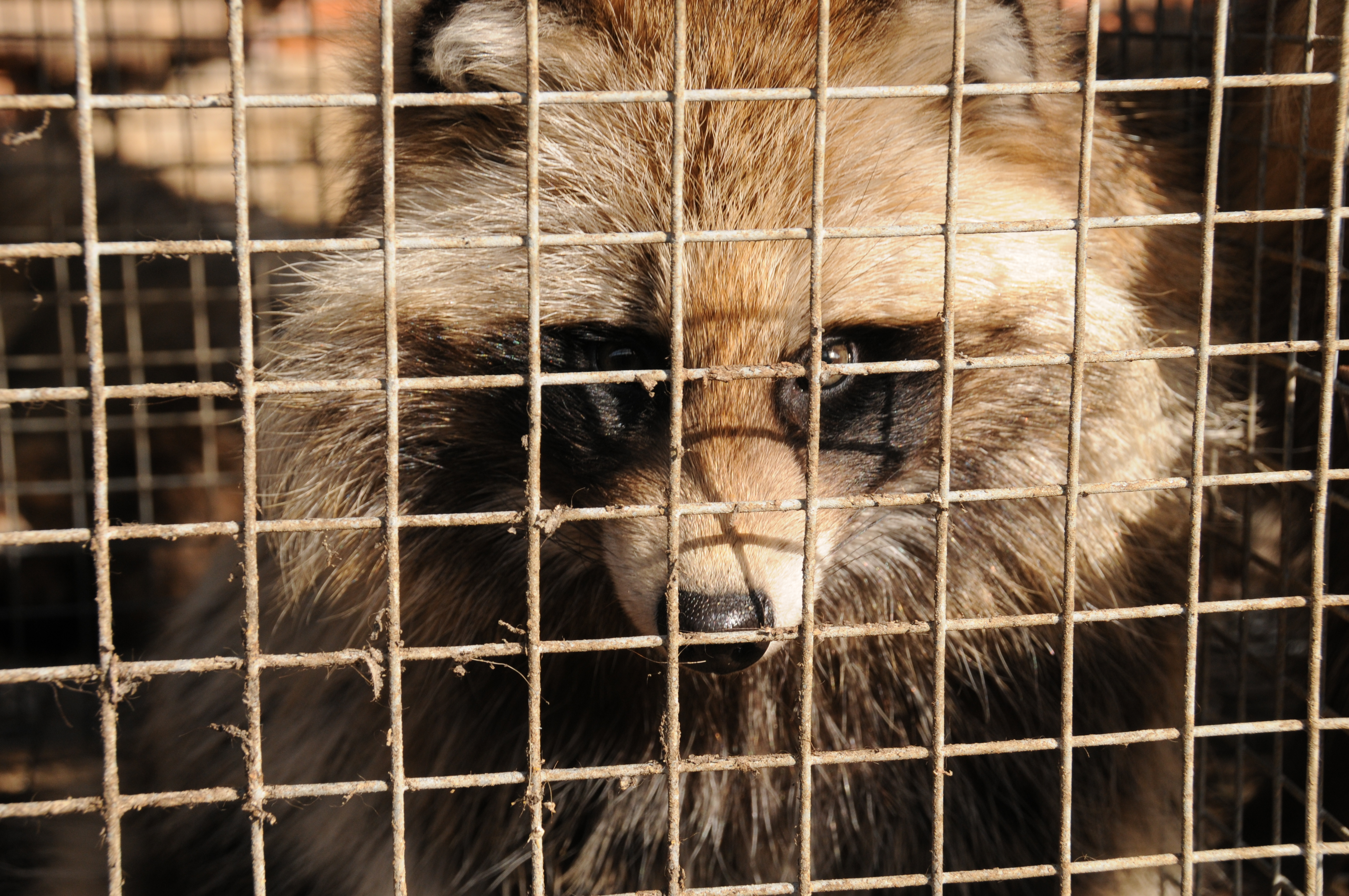
شب‌نورد در قفس در یک مزرعه خز در چین

مزرعه خز پرورش حیوانات برای پوست، فرایند نگهداری و تکثیر حیوانات در اسارت به‌منظور برداشت خز و فروش آن عمدتاً برای استفاده در پوشاک است. امروزه پوست حیوانات دیگر عمدتاً از طریق به دام انداختن به‌دست نمی‌آید؛ بلکه بیشتر آن از مزارع پرورش حیوانات تأمین می‌شود، جایی که حیوانات با هدف کشته شدن برای برداشت پوست، پرورش می‌یابند. مزارع پرورش حیوانات حدود ۸۰ درصد از کل تولید پوست را فراهم می‌کنند. منابع رایج پوست شامل راسو، راکون و روباه هستند. سالانه تا ۳۰ میلیون پوست راسو در آمریکای شمالی و اروپا تولید می‌شود. تولید پوست شامل دباغی در مقیاس وسیع و دفع لاشهٔ حیوانات پس از دباغی است. گزارش‌ها حاکی از آن است که تولید پوست اثرات منفی بر محیط زیست دارد، از جمله انتشار گازها، مواد شیمیایی و سوخت‌های فسیلی.
برخی از طرفداران محیط زیست می‌گویند که پرورش خز می‌تواند تأثیر مثبتی بر محیط زیست داشته باشد و فشار رشد جمعیت حیوانات وحشی را کاهش دهد. به گفته طرفداران پرورش خز، این صنعت به منابع پایداری متکی است که می‌توانند بازیافت شوند. صنعتگران خز، شیوه‌های کشاورزی خود را در مقایسه با تولید خز مصنوعی، «سبز» می‌نامند، زیرا آنها به جای ایجاد یک محصول جدید، یک محصول طبیعی را بهبود می‌بخشند؛ الیاف خز مصنوعی که با منابع ناپایدار تولید می‌شوند، تأثیر منفی بر محیط زیست دارند.

## پردازش
خز از طبیعت وحشی (یا از مزارع خز) از حیوان جدا می‌شود، با مواد شیمیایی نگهداری می‌شود و در یک تجارتخانه به حراج گذاشته می‌شود. سپس خز اغلب تحت پالایش بیشتری قرار می‌گیرد و ممکن است قبل از فروش برای مصارف پوشاک رنگ شود. پوست‌های منحصر به فرد و با رنگ‌های متفاوت را می‌توان با جفت‌گیری نیز به دست آورد. آمیزش حیوانات خزدار با نژادهای دورگه و خویشاوند برای دستیابی به ویژگی‌های خاص رایج است. در مزارع خز، حیوانات در قفس‌هایی در داخل و خارج از خانه پرورش می‌یابند؛ به آنها غذای مصنوعی داده می‌شود تا زمانی که به اندازه کافی بالغ شوند که با استنشاق اجباری دی‌اکسید کربن یا مونوکسید کربن بمیرند. لاشه قبل از اینکه برای انتقال به تأسیسات سوزاندن منجمد شود، از روغن‌ها و چربی‌ها (که برای استفاده تجاری فرآوری می‌شوند) جدا می‌شود.

## اثرات زیست‌محیطی
آلودگی در طول فرایند کشت خز آزاد می‌شود. وقتی لاشه حیوانات سوزانده می‌شود، گازهای آزاد شده - که شامل مونوکسید کربن (CO)، اکسید نیتروژن ()، دی‌اکسید گوگرد (SO2) و اسید هیدروکلریک (HCl) - می‌توانند باعث آلودگی اتمسفر شوند. دباغی و پانسمان نیز به آلودگی محیط زیست کمک می‌کند، زیرا مواد شیمیایی مانند فرمالدئید، کروم، آمونیاک، کلر، اتیلن گلیکول، اسید سولفوریک و روی برای جلوگیری از پوسیدگی خز به پوست اضافه می‌شوند. فرمالدئید و کروم در فهرست مواد سمی گزارش‌شده توسط EPA (TRI)، فهرست مواد ممنوعه پوشاک آمریکا (AAFA-RSL) و فهرست مواد شیمیایی سرطان‌زا در طرح پیشنهادی کالیفرنیا ۶۵ قرار دارند. این مواد شیمیایی تهدیدی کلی برای سلامت کارگران مزارع خز و مصرف‌کنندگانی که این محصولات را می‌پوشند، محسوب می‌شوند؛ این مواد که می‌توانند باعث تحریک پوست شوند، توسط اداره ایمنی و بهداشت شغلی (OSHA) به عنوان مواد سرطان‌زا شناسایی شده‌اند.
کود حیوانی تولیدشده توسط حیوانات می‌تواند تأثیرات شدیدی بر اکوسیستم‌های اطراف داشته باشد، زیرا دارای مقادیر بالایی از نیتروژن و فسفر است. بر اساس مطالعه‌ای در سال ۲۰۰۳ که توسط کتاب آبی پرورش خز در ایالت‌های پرورش‌دهنده خز منتشر شد، حدود ۱۰۰۰ تُن فسفر سالانه از طریق پرورش حیوانات برای پوست در ایالات متحده وارد محیط زیست می‌شود. دفع نامناسب کود در محیط اطراف باعث آسیب به آب و خاک می‌شود، اما در صورت مدیریت صحیح، می‌توان میزان نیتروژن و فسفر آن را کاهش داد. در صورتی که کود حیوانی مورد پردازش قرار گیرد (مثلاً از طریق خشک‌کردن)، می‌توان از آن به‌عنوان کود کشاورزی استفاده کرد یا در کارخانه‌های تولید زیست‌گاز به مصرف رساند.
با توجه به سطح تولید مزارع خز، حیوانات با حجم بالایی دفع می‌شوند.
یک مطالعه در هلند نشان داد که کاج اسکاتلندی (Pinus sylvestris) مستقیماً تحت تأثیر نزدیکی آن به مزارع خز در منطقه قرار دارد. محققان دریافتند که رسوب آمونیوم (NH+
4) منجر به افزایش اسیدی شدن خاک در جنگل و کاهش غلظت نیترات شد؛ اسیدی شدن خاک به تدریج ساختار سلولی برگ‌های درختان را تغییر داده است. افزایش آمونیوم ممکن است منجر به پرغذایی نیتروژن در محیط آبی شود که اکسیژن موجود در آب را کاهش می‌دهد. استفاده از سوخت‌های فسیلی همراه با انرژی حاصل از کود برای تأمین انرژی مزرعه، غذای حیوانات و منابع مورد استفاده برای ذبح آنها و نگهداری خزشان، عموماً منجر به رسوب ناهموار مقدار گاز و نیتروژن در محیط اطراف می‌شود.